# نادي سلوفان ليبيريتس
نادي سلوفان ليبيريتس (بالتشيكية: FC Slovan Liberec) هو نادي كرة قدم تشيكي من مدينة ليبيريتس. تأسس في سنة 1958 وهو يعتبر حالياً من أكثر الفرق نجاحاً في جمهورية التشيك، حيث فاز بأربعة ألقاب بالدوري والكأس المحلي من 1993. يخوض الفريق مبارياته البيتية على ملعب أو نيسي.

## وصلات خارجية
- الموقع الرسمي (بالتشيكية)